# Batalla de Tocarema
La batalla de Tocarema fue un decisivo encuentro militar sucedido el 20 de agosto de 1537 durante la Conquista de Colombia entre las fuerzas aliadas de conquistadores españoles y muiscas contra las tribus panches. Finalizó con la victoria de los primeros y el sometimiento del actual departamento de Cundinamarca al Imperio español.

## Antecedentes
Aproximadamente entre los siglos IX y XV los caribes invadieron la costa atlántica del valle del río Magdalena, estableciéndose en la zona de los actuales departamentos de Tolima y Cundinamarca, pasándose a llamar panches. Eran, según relatos de crónicas, tribus muy belicosas y de ritos antropófagos, que atacaron con frecuencia a los muiscas establecidos en la sabana de Bogotá produciéndose numerosos enfrentamientos (con importantes bajas y genocidios).
En 1537 el conquistador español Gonzalo Jiménez de Quesada llegó a la sabana y derrotó a los muiscas, matando al Zipa Tisquesusa poco después. Iniciando entonces incursiones para someter a los panches, derrotándolos en Tibacuy sin lograr someterlos. El nuevo Zipa, Sagipa, continuó inicialmente las hostilidades contra los españoles pero tras un ataque de los panches en Zipacón optó por aliarse a los europeos en contra de sus antiguos enemigos (muchas tribus a lo largo del continente optaron por aliarse a los españoles buscando combatir a sus enemigos internos).

## La batalla
El ejército aliado descendió desde la sabana por Zipacón a tierras de los tocaremas y anolaimas, comandados por el Zipa y el adelantado Jiménez de Quezada. Los panches, inferiores en número, salieron a su encuentro dirigidos por varios caciques, posiblemente con Siquima como comandante máximo por sus reconocidas capacidades y alto prestigio. Estos últimos se ubicaron en una colina fortificada sobre una rivera alta, a orillas de un riachuelo, anulando así la ventaja de la caballería española.
La contienda se inició temprano en la mañana cuando los jinetes españoles intentaron asaltar la posición enemiga pero les cayó encima una lluvia de proyectiles que les forzó a desistir, el Zipa ordenó a sus guerreros cubrir la retirada de sus aliados e intentar por su parte asaltar la fortaleza, lo que terminó en un gran fracaso.
Un nuevo asalto muisca fue rechazado y fueron los europeos los que tuvieron que salir a cubrirlos sufriendo doce heridos. A pesar de todo algunos aliados continuaron el combate hasta el cese de la lucha en la noche, momento en que los panches se retiraron a su campamento en la zona más alta de su colina-fortaleza, mientras en la ladera más baja los aliados retiraron a su heridos del campo de batalla. Dado que el arroyo estaba rodeado por un pequeño bosque y este a su vez por una zona abierta los españoles aprovecharon de ocultar parte de sus hombres, incluido a su comandante, su hermano Hernán Pérez de Quesada (quien posiblemente ideó la estrategia ya que era conocido por ser un gran estratega), muchos de sus capitanes, armas de fuego y la mayoría de su caballería. El resto de sus hombres en tanto empezó a alejarse del lugar simulando una retirada.
Al amanecer, Zaquesazipa ordenó atravesar el arroyo y atacar la colina, los panches al ver a los españoles retirarse salieron de su fortaleza y atacaron a los muiscas que terminaron por retirarse en orden, atrayendo a sus enemigos a una zona plana y abierta, fue entonces cuando los españoles ocultos se lanzaron al ataque, rodeando al enemigo que intento darse a la fuga, lo que provocó una carnicería.

## Consecuencias
Los caciques sobrevivientes enviaron 4 embajadores con guamas, aguacates y oro reconociendo su sumisión al poder español. Así al territorio de Nuevo Reino de Granada se sometió la nación panche, que abarcaba las provincias de Tequendama, Sumapaz, Rionegro, Alto Magdalena y Gualivá.
En 1539 Síquima se sublevó en Bituima siendo arrasado el territorio de su pueblo, la población indígena empezó a disminuir por los trabajos forzados, la represión, la pérdida de sus formas de vida y sobre todo las enfermedades. Se ordenó al capitán Hernán Venegas el someter a los panches, partió de Bogotá y cerca del pueblo de Síquima, en las Juntas de Apulo derrotó dos veces a los nativos en dos campañas distintas, en 1543 y 1544, en la primera batalla lucharon 50 españoles (más miles de yanaconas) contra 20 000 guerreros, en la segunda terminó en una carnicería que aseguró el dominio español, 15 000 panches murieron y 15 de los 73 españoles resultaron heridos.
La alianza entre el adelantado y el Zipa no fue permanente, este último resultó ejecutado tras negarse a entregar sus tesoros.